# Hans J. Henriksen
Hans J. Henriksen, född 1903, död 1977, var en norsk-samisk förkämpe för samiskt språk och samisk kultur. Han utnämndes 1954 till sekreterare för det nybildade samerådet i Finnmark fylke, och blev senare sekreterare för Norsk sameråd. Under många år var han assistent vid utarbetandet av Lappisk ordbok, och översatte också ett flertal böcker till samiska, varigenom han bidrog till utvecklingen av samiska som litterärt språk.